# اندری وسیلیتچوک
اندری وسیلیتچوک (اوکراینی: Андрій Миколайович Василитчук؛ زادهٔ ۲۳ اکتبر ۱۹۶۵) بازیکن فوتبال اهل اوکراین است.
از باشگاه‌هایی که در آن بازی کرده‌است می‌توان به باشگاه فوتبال ژمچوژینا-سوچی و باشگاه فوتبال کارپاتی لویو اشاره کرد.
وی همچنین در تیم ملی فوتبال اوکراین بازی کرده‌است.